# Rössjön, Skåne
Rössjön är en sjö i Ängelholms kommun i Skåne och ingår i Rönne ås huvudavrinningsområde. Sjön är 23,6 meter djup, har en yta på 3,55 kvadratkilometer och befinner sig 65 meter över havet. Vid provfiske har bland annat abborre, braxen, gädda och gös fångats i sjön.
Sjön har en mycket varierad botten och är betydligt djupare än Västersjön som ligger alldeles väster om. Största djupet är 24 m, med sänkor under 20 m bland annat mitt i sjön utanför Trollebäckens utlopp och i västra delen utanför Brogård. Bottnen är mycket ojämn, särskilt i öster, där flera åsbildningar skapats genom allt det lösa material som isälven förde med sig genom ravinen vid Trollehallar och spred i sprickorna i dödisen.
Rössjön får sitt största tillflöde från Västersjön, men bidrag lämnas också genom bäckar som Lärkholmsån, Rinn och Trollebäcken. Sjön avvattnas genom Rössjöholmsån, det reglerade utflödet vid Rössjöholms kvarn, där ca 0,7 kubikmeter vatten per sekund i genomsnitt rinner ut. Ängelholms vattenverk tar för närvarande ut ca 2000 kubikmeter per dygn genom särskilda borror, bl.a. på udden öster om vägen över näset mellan sjöarna. Vattnet leds ner till Brandsvigsfältet och omvandlas småningom till konsumtionsvatten. Något ytvatten tas inte alls ut idag, och nuvarande måttliga uttag märks inte alls i Rössjöholmsån. 
Rössjöns vatten är ovanligt genom att pH-värdet aldrig sjunkit under 6, trots att berggrunden är vanligt urberg med inslag av amfibolit.
Längs de östra och norra stränderna finns mycket intressanta bildningar från istidens slut. Från Trollebäckens mynning sträcker sig flera rullstensåsar i en solfjäderform. Några är stora, upp till 20 meter höga, medan andra är betydligt lägre. Dessa åsar fortsätter sedan under sjöns yta, vilket konstaterats vid lodning av bottnen. Öster om sjön ligger den lilla Hanasjö, omgiven av kullar och torvfyllda dödisgropar.

## Delavrinningsområde
Rössjön ingår i delavrinningsområde (624708-133308) som SMHI kallar för Utloppet av Rössjön. Medelhöjden är 111 meter över havet och ytan är 19,09 kvadratkilometer. Räknas de 4 avrinningsområdena uppströms in blir den ackumulerade arean 87,12 kvadratkilometer. Rössjöholmsån som avvattnar avrinningsområdet har biflödesordning 2, vilket innebär att vattnet flödar genom totalt 2 vattendrag innan det når havet efter 24 kilometer. Avrinningsområdet består mestadels av skog (67 %). Avrinningsområdet har 3,55 kvadratkilometer vattenytor vilket ger det en sjöprocent på 18,6 %.

## Fisk
Vid provfiske har följande fisk fångats i sjön:
- Abborre
- Braxen
- Gädda
- Gös
- Lake
- Löja
- Mört
- Siklöja